# Platambus nepalensis
Platambus nepalensis är en skalbaggsart som först beskrevs av Borislav Guéorguiev 1968.  Platambus nepalensis ingår i släktet Platambus och familjen dykare. Inga underarter finns listade i Catalogue of Life.